# Theispas

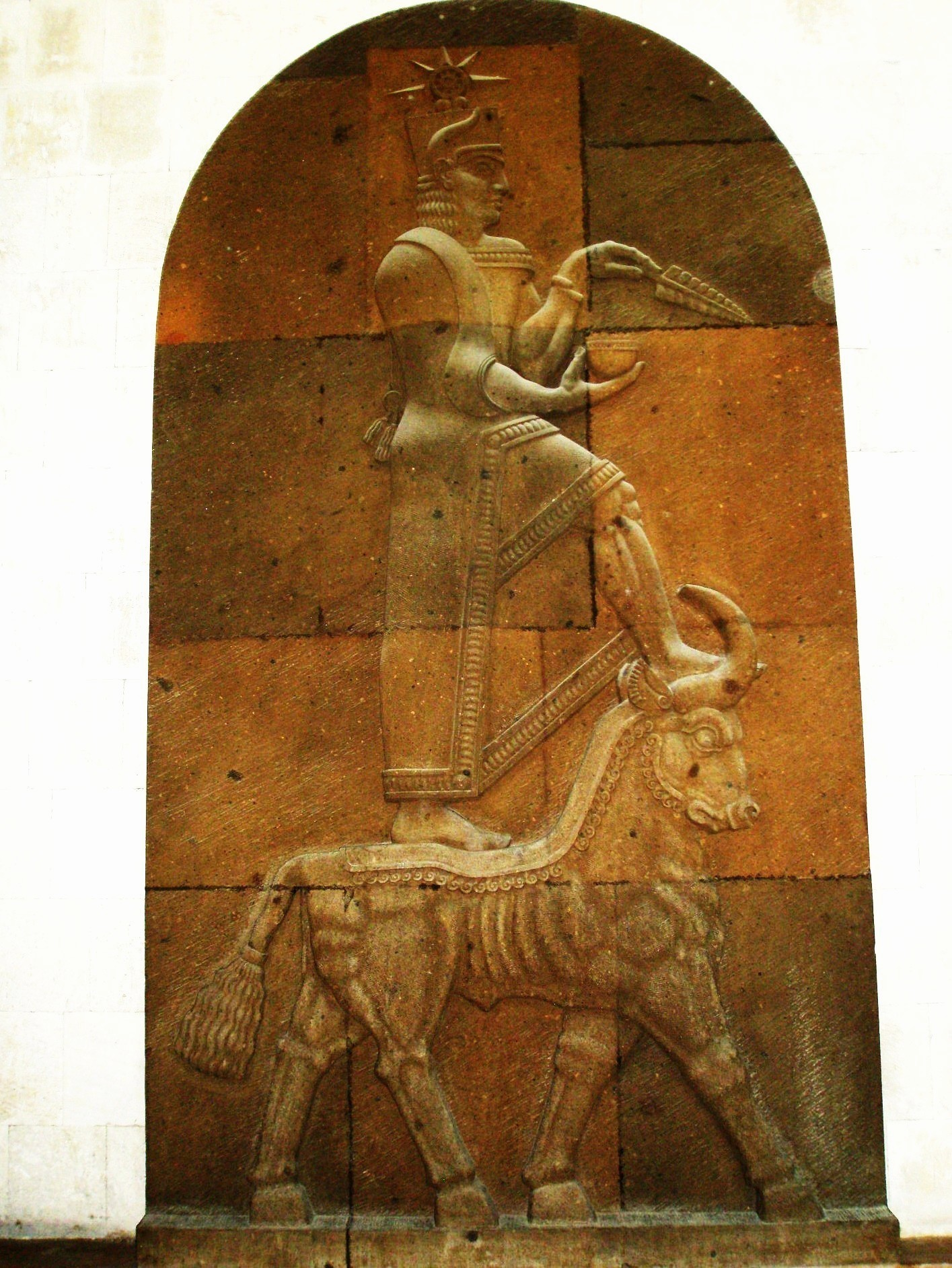
Immagine di Teisheba, divinità del pantheon di Urartu. Erebouni Fortress Museum: Yerevan, Armenia

Theispas o Teisheba o Teišeba di Kumenu era una delle divinità del pantheon di Urartu, presiedeva al tuono, alle tempeste e a volte alla guerra. Componeva una triade insieme a Khaldi e Shivini. Le antiche città di Teyseba e Teishebaini traevano da lui il proprio nome. Corrispondeva alla divinità assira Adad e a quella urrita Teshub. Era spesso rappresentato in piedi su un toro e con i mani dei fulmini. Sua moglie era la dea Huba, che corrispondeva alla divinità urrita Hebat.